# Agetocera flavivientris
Agetocera flavivientris es un coleóptero de la familia Chrysomelidae.
Fue descrita científicamente por primera vez en 1879 por Jacoby.